# Como un avión estrellado
Como un avión estrellado és una pel·lícula argentina de 2005. Dirigida per Ezequiel Acuña, protagonitzada per Ignacio Rogers i Manuela Martelli.

## Sinopsi
L'avió estavellat que va matar als pares de Nico (Ignacio Rogers) va ser l'inici de la costa avall. Amb divuit anys va quedar sota la tutela del seu germà major, al qual ajuda en una clínica veterinària i amb el qual no s'entén. La comunió està en una altra part, la posa Santi (Santiago Pedrero), el seu amic de l'ànima, el seu oposat: arriscat, gens ingenu, automedicant-se, fantasiant amb possibles delictes. La foscor i el caos de Santi el compensa la llum, la bondat i la innocència de Luchi (Manuela Martelli), la noia de la qual Nico s'ha enamorat, però que ha de prendre un avió cap a Europa. I si ella es va, només queden Santi i el pla que està forjant per a robar un banc.

## Repartiment
- Ignacio Rogers - Nico
- Manuela Martelli - Luchi
- Carlos Echevarría - Fran
- Santiago Pedrero - Santi
- Macarena Teke - Empleada de drugstore
- Guillermo Pfening - Empleat de farmàcia
- Antonella Costa - Noia de farmàcia
- Blanca Lewin - Guardacosta

## Nominacions i premis
- Premis Cóndor de Plata 2006: Nominada a Premi Cóndor de Plata a la revelació masculina[2]
- Buenos Aires Festival Internacional de Cinema Independent de 2005 - Premi a la millor pel·lícula local.[3]